# Nuclear Fusion (revue)
Nuclear Fusion est une revue mensuelle internationale à comité de lecture pour les problèmes de fusion nucléaire contrôlée. Créée en 1960 par l'Agence internationale de l'énergie atomique (AIEA), elle est publiée en anglais par l'AIEA et IOP Publishing. Son facteur d'impact en 2017 est 4.057 selon le Journal Citation Reports.

## Prix Nuclear Fusion
Depuis 2006 le journal attribue un prix au meilleur article. Ce prix a été attribué à :
- Tim Luce, General Atomics (2006)
- Clemente Angioni, Institut Max-Planck de physique des plasmas (2007)
- Todd E. Evans, General Atomics (2008)
- Steve Sabbagh, Université Columbia (2009)
- John Rice, Massachusetts Institute of Technology (2010)
- Hajime Urano, Agence japonaise de l'énergie atomique (2011)
- Pat Diamond, Université de Californie à San Diego (2012)
- Dennis Whyte, Massachusetts Institute of Technology (2013)
- Phil Snyder, General Atomics (2014)
- Robert Goldston (en), Université Princeton (2015)
- Sebastijan Brezinšek, EUROfusion (2016)
- F. Ryter, Institut Max-Planck de physique des plasmas - association Euratom (2017)